# Cinema naturale
Cinema naturale è una raccolta di nove racconti di Gianni Celati. Il libro ha vinto il Premio Chiara lo stesso anno.